# 종리군
종리군(鍾離郡)은 동진대에 설치된 중국의 옛 군이다.

## 남조
본래 이 지역은 회남군 종리현에 해당하였으나 영가의 난으로 회남군에 속한 현 대부분이 폐지되고 회남군이 장강이남으로 교치되면서 버려졌다. 한편, 후조는 320년에 복양군의 일부를 분리해 동연군(東燕郡)을 신설했다. 하지만 동연군 설치이후 화북지역이 다시 내란으로 황폐화되자 주민들은 이를 피해 종리현지역에 정착했다.
이에 안제치하 동진은 종리현을 연현(燕縣)으로 개명, 종리군을 새로이 설치했다. 유송대에는 3현 3,272호 17,832명을 거느리게 되었다. 473년(유송 후폐제 원휘 원년), 북서주가 신설되면서 북서주의 속군이 되었다.
| 현명   | 한자   | 대략적 위치                            | 직위                                              | 비고 |
| ------ | ------ | -------------------------------------- | ------------------------------------------------- | --- |
| 연현   | 燕縣   | 추저우시 펑양 현 임회관진(臨淮關鎭) 동 | 현령(縣令)                                        | 본래 종리현이었으나 종리군을 신설하면서 지금의 이름으로 개명되었다.                                     |
| 조가현 | 朝歌縣 | 추저우 시 펑양 현 동                   | 현령(縣令)                                        | 하내군 주민들이 정착한 지역에서 신설되었다.                                                             |
| 낙평현 | 樂平縣 | 추저우 시 펑양 현 동남                 | 현령(縣令)                                        | 동군 주민들이 정착한 지역에서 신설되었다. 남제시기인 483년(남제 무제 영명 원년), 제음군으로 이관되었다. |
| 우현   | 虞縣   | 미상                                   | 본래 마두군에 속했으나 483년 본군으로 이관되었다. | 본래 마두군에 속했으나 483년 본군으로 이관되었다.                                                       |
| 영현   | 零縣   | 미상                                   | 본래 마두군에 속했으나 483년 본군으로 이관되었다. | 본래 마두군에 속했으나 483년 본군으로 이관되었다.                                                       |

## 북조, 수
북제시기 서초주(西楚州)로 분리되었다. 수나라건국초기, 주현제가 실시되면서 종리군이 폐지되고 그 자리에 호주(濠州)가 설치되었다. 수양제시기 군현제가 다시 실시되면서 호주는 종리군으로 개명되었다. 4현 35,015호를 거느렸다.
| 현명   | 한자   | 대략적 위치                            | 비고 |
| ------ | ------ | -------------------------------------- | --- |
| 종리현 | 鐘離縣 | 추저우시 펑양 현 임회관진(臨淮關鎭) 동 | |
| 정원현 | 定遠縣 | 추저우 시 딩위안 현 동남               | 양나라때 동성현(東城縣)에서 지금의 이름으로 개명되었고 임호군(臨濠郡)으로 승격되었다. 임호군은 북제시기 광안군(廣安郡)으로 개명되었으나 수나라초에 폐지되었다. 북제시기 구강군(九江郡)폐지이후 설치된 곡양현(曲陽縣)이 본현에 통폐합되었다. 또한 후경의 난때 양나라가 설치한 안주(安州)가 본현에 내속되었다. |
| 화명현 | 化明縣 | 추저우 시 밍광 시 동북 여산호진 일대   | 제음군 수릉현(睢陵縣)이었으나 북제때 지남현(池南縣)으로 개명되었다. 진나라가 본현을 수복한 뒤 원래 이름으로 복귀시켰다가 북주가 이지역을 차지하면서 소의현(昭義縣)으로 개명되었다. 개황초 제음군이 폐지되면서 같이 폐지되었으나 대업초 지금의 이름으로 복구되었다.                                           |
| 도산현 | 塗山縣 | 벙부 시 위후이 구 서 마성진일대?       | 북제시기 형산군(荊山郡) 마두현(馬頭縣)이었으나, 개황초기 현은 지금의 이름으로 개명되었고 군은 폐지되었다. 현내에 당도산(當塗山)이 있었다. |

## 당
620년(당 고조 무덕 3년), 종리군이 호주(濠州)로 개명되었다. 그리고 임호현(臨濠縣)이 정원현으로, 화명현이 초의현(招義縣)으로 개명되면서 종리현, 도산현, 정원현, 초의현의 4개현을 통치하게 되었다.742년(당 현종 천보 원년), 군현제가 실시되면서 종리군(鐘離郡)이 설치되었다. 758년(당 숙종 건원 원년), 주현제가 재실시되면서 호주로 돌아왔다. 본래 3현 2,660호 13,855명을 거느렸으나 천보연간에 21,864호 108,361명을 거느리게 되었다.
| 현명   | 한자   | 대략적 위치                          | 비고                                                     |
| ------ | ------ | ------------------------------------ | -------------------------------------------------------- |
| 종리현 | 鐘離縣 | 추저우 시 펑양 현 임회관진 동        | 621년(당 고조 무덕 4년), 도산현이 종리현에 통폐합되었다. |
| 정원현 | 定遠縣 | 추저우 시 딩위안 현 동남             |                                                          |
| 초의현 | 招義縣 | 추저우 시 밍광 시 동북 여산호진 일대 |                                                          |

1. ↑  《송서》35권 지 제25 주군지 1 서주 종리군
2. ↑  《수서》31권 지 제26 지리지 下 양주 종리군
3. ↑  《구당서》40권 지 제20 지리지 3 회남도 호주